# Jeanne Hyvrard
Jeanne Hyvrard, née Annie Fontaine à Paris 14e le 23 avril 1945 et morte à Paris 20e le 1er avril 2021,, est une femme de lettres française, économiste et juriste de formation. 

## Œuvres
- Au présage de la mienne, Québec, Le Loup de Gouttière, 1997  (ISBN 2921310686)
- Auditions musicales certains soirs d’été, Paris, des Femmes, 1984  (ISBN 2721002651)
- Canal de la Toussaint, Paris, des Femmes, 1985  (ISBN 2721002821)
- Carafe d’eau à volonté, Paris, Pleine page, 2006  (ISBN 2913406440)
- Grand choix de couteaux à l’intérieur, Paris, Vents d’Ouest, 1998  (ISBN 2921603616)
- La Baisure/Que se partagent encore les eaux, Paris, des Femmes, 1985  (ISBN 2721002740)
- La Formosité, Paris, Atelier de l’Agneau, 2000  (ISBN 2930188308)
- La Jeune Morte en robe de dentelle, Paris, des Femmes, 1990  (ISBN 272100395X)
- La Meurtritude, Paris, Minuit, 1977  (ISBN 2707301698)
- La Pensée corps, Paris, des Femmes, 1989  (ISBN 2721003798)
- Le Cercan, Paris, des Femmes, 1987  (ISBN 2721003321)
- Le corps défunt de la comédie : traité d'économie politique, Le Seuil, 1982  (ISBN 2020060787)
- Le Fichu écarlate, Paris, des Femmes, 2004  (ISBN 2721004840)
- Le Silence et l’obscurité, Paris, Montalba, 1982  (ISBN 2858700273)
- Les Doigts du figuier, Paris, Minuit, 1977  (ISBN 2707301701)
- Les Prunes de Cythère, Paris, Minuit, 1975  (ISBN 2-7073-0073-X) (BNF 34574932)
- Mère la mort, Paris, Minuit, 1976  (ISBN 2707300985)
- Poèmes de la Petite France, [S.l.], Ecbolade, 1997
- Ranger le monde, Paris, Voix, 2001  (ISBN 2914640005)
- Resserres à louer, Paris, An Amzer, 1997  (ISBN 2908083450)
- Ton nom de végétal, Paris, Trois, 1999  (ISBN 2920887971)

## Source
- Maïr Verthuy-Williams & Jennifer R. Waelti-Walters, Jeanne Hyvrard, Amsterdam, Rodopi, 1988  (ISBN 9051830483)
- Jennifer Waelti-Walters, Jeanne Hyvrard: Theorist of the Modern World. Edinburgh University Press, 1996
- (en) Sonya Stephens, A History of Women’s Writing in France. Cambridge University Press, 2000  (ISBN 0521588448)
- Jean-François Kosta-Théfaine (éd.), « Ut Philosophia Poesis ». Études sur l’œuvre de Jeanne Hyvrard, Amsterdam, Rodopi, 2001  (ISBN 9789042012776)
- Monique Saigal: Écriture: Lien de mère à fille chez Jeanne Hyvrard, Chantal Chawaf et Annie Ernaux. Rodopi, Amsterdam 2000